# تاب آوری محیط کار
آموزش تاب آوری ذهنیت ها و رفتارهای مفیدی را برای غلبه بر موقعیت های چالش برانگیز آموزش می دهد و آن را به ابزاری مؤثر برای بهبود رفاه، بهره‌وری و پشتکار کارکنان تبدیل می کند. سازمان‌هایی که نیروی کار تاب آور ایجاد می‌کنند، می‌توانند در برابر پیچ و خم‌های یک چشم‌انداز تجاری پیچیده  مقاومت کنند.

## تاب آوری در محیط کار چیست؟
تاب آوری در محیط کار به معنای توانایی کارکنان برای مقابله با فشارها، تغییرات و چالش‌های محیط کار است.این مفهوم به کارکنان کمک می‌کند تا با ناملایمات و چالش‌های روزمره سازگار شوند و از آنها عبور کنند.تاب آوری محیط کار به توانایی کارکنان و سازمان ها برای سازگاری و پیشرفت در مواجهه با چالش ها، استرس و ناملایمات گفته میشود. تاب آوری محیط کار انعطاف پذیری ذهنی، عاطفی و رفتاری را در بر می گیرد و به افراد اجازه می دهد استرس را به طور مؤثر مدیریت کنند و بهره وری را در مواقع سخت حفظ کنند.
تاب آوری توانایی عبور از ناملایمات و سازگاری با تغییرات است. در محل کار، تاب آوری به این معناست که کارکنان به خوبی به فشارها پاسخ می دهند، بر چالش ها غلبه می کنند، گزینه ها و راه حل ها را تشخیص می دهند و موانع یا اشتباهات را به فرصت های یادگیری تبدیل می کنند.
افراد تاب آور دارای ویژگی های خاصی هستند، مانند:
احساس کنترل بر انتخاب ها و واکنش ها با در نظر گرفتن احساسات.
ذهنیت بازمانده برای استقامت بدون احساس قربانی شدن.
توانایی تعیین اهداف واقع بینانه و پیگیری آنها.
ذهنیت حل مسئله در هنگام بروز شرایط دشوار.
توانایی به کارگیری خِرد از تجربیات گذشته در موقعیت های فعلی.
اعتماد به نفس و عادات مداوم مراقبت از خود.
انگیزه ای برای جستجوی جامعه و توسعه یک شبکه پشتیبانی.
مدیریت چالش های پیش بینی نشده در محیط کار نیازمند نیروی کار تاب آور است و بسیاری از سازمان ها ممکن است با کمبود تاب آوری مواجه شوند. یک ارزیابی جهانی از زندگی  کارکنان توسط گالوپ نشان داد که: 55٪ از کارمندان نشان دادند که در حال مبارزه هستند، 11٪ در رنج بودند و تنها 31٪ احساس می کردند که در حال پیشرفت هستند.

## چرا تاب آوری در سازمان ها مهم است؟
رفاه کارکنان بر بهره وری تأثیر می گذارد. وقتی افراد مهارت های مقابله ای سالمی نداشته باشند، احساس غرق شدن می کنند. آنها روی مشکلات متمرکز می شوند، به درگیری واکنش بیش از حد نشان می دهند و اضطراب و  استرس بیشتری را تجربه می کنند. یک گزارش بهداشت روانی در آمریکا نشان داد که 71 درصد از کارمندان در تلاش برای تمرکز هستند.
ارائه آموزش های تاب آوری می تواند کارکنان را در موقعیت بهتری برای خوش بین بودن و داشتن اعتماد به نفس و انرژی برای مقابله با چالش ها و مبارزه با استرس شغلی و فرسودگی شغلی قرار دهد.

## اثرات ارائه آموزش های تاب آوری به کارکنان
این موضوع می تواند به طُرق مختلف از جمله موارد زیر نتیجه دهد:
محیط کار و فرهنگ: به جای مواجهه با چالش ها همراه با ترس، کارکنان تاب آور احساس می کنند برای پرورش نگرش مثبت و ایجاد فضای سالم تری برای حل مشکلات و انجام کار مجهز هستند.
نوآوری: کارکنان تاب آور چالش ها را فرصت های یادگیری می دانند. آنها تمایل بیشتری به اشتراک گذاری ایده ها و ریسک پذیری دارند بدون اینکه ترس از شکست بر آنها غالب شود.
ارتباط: تاب آوری شامل پذیرش بازخورد و باز بودن برای روش های جدید تفکر و تعامل برای حل تعارض است.
بهره وری: افراد بیشتر بر کار تیمی و نتایج تمرکز می کنند تا کارآمدتر و سازنده تر باشند.
توسعه رهبری: رهبران قوی نیاز به تاب آوری نیاز دارند تا از سختی ها عقب نشینی کنند، از شکست ها درس بگیرند و نمونه ای از اعتماد به نفس برای بقیه سازمان باشند. ایجاد این ویژگی ها در تیم ها، مخزن استعداد رهبری را گسترش می دهد.
چابکی: تاب‌آوری تیم‌ها را تشویق می‌کند تا تغییرات را در آغوش بگیرند و به آن‌ها مهارت‌هایی می‌دهد که به آنها کمک می‌کند تا به موقعیت‌های جدید انتقال یابند. به عنوان مثال، کارکنان تاب آور می توانند بهره وری خود را در محل و از راه دور در یک مُدل کار ترکیبی حفظ کنند.
مشارکت و حفظ کارمندان: روش‌های ایجاد تاب آوری به افراد کمک می‌کند تا از تمرکز بر موارد منفی خودداری کنند و احساس کنترل و اعتماد به نفس بیشتری نسبت به وظایف خود ایجاد نمایند. آنها همچنین در شرایط چالش برانگیز راحت تر به دنبال حمایت از همکاران هستند.
این نوع محیط افراد را بهتر درگیر می کند و آنها را برای ماندن در شرکت ترغیب می نماید. یک گزارش (ص 26) توسط انجمن قلب آمریکا نشان می دهد که 94٪ از کارکنان مورد بررسی که در برنامه های آموزشی تاب آوری شرکت کردند، درک مثبت و تعهد بیشتری نسبت به کارفرمای خود داشتند.

## انواع آموزش تاب آوری در محیط کار
دسته های مختلفی از تاب آوری وجود دارد که باید برای اهداف  آموزشی در نظر گرفت. اکثر برنامه ها بیش از یک نوع را برای پشتیبانی از تاب آوری کلی ترکیب می کنند.
انتخاب انواعی از آموزش تاب آوری کارکنان (که در جهت منافع سازمان باشد) بستگی به این دارد که مهم ترین نیاز کجاست. به مشکلاتی که ممکن است کارمندان با آن مواجه شوند فکر کنید. به عنوان مثال، آیا اخراج یا تغییر ساختار در راه است؟ آیا ساعات طولانی در زمان های خاصی مورد نیاز است؟ آیا تیم ها باید منسجم کار کنند؟ آیا برخی مشاغل نیازهای فیزیکی جدیدی خواهند داشت؟
توجه به این نکته مهم است که برنامه های آموزشی رسمی تنها کانال موجود برای تقویت تاب آوری در محیط کار نیستند.
فرهنگ سازمانی همچنین می‌تواند این امر را از طریق  منابع سلامتی یا نحوه مدیریت رویه‌های کاری و فرآیندهای مدیریتی ارتقا دهد.

## موضوعات متداول آموزش تاب آوری
در اینجا یک مرور کلی از چهار موضوع متداول آموزش تاب آوری آورده شده است:
آموزش تاب آوری عاطفی
تاب آوری عاطفی توانایی تنظیم احساسات خود در طول تجربیات منفی یا استرس زا است. فرد می تواند آرامش خود را حفظ کند و بدون اینکه تحت فشار قرار گیرد، وضعیت را حل نماید.
آموزش تاب آوری عاطفی شامل راه هایی برای ایجاد ویژگی های زیر است:
- خودآگاهی برای درک اینکه چگونه احساسات بر رفتارها و اعمال قبلی تأثیر می گذارد.
- خود کنترلی برای انتخاب واکنش ها بر اساس موقعیت ها، نه احساسات.
- پشتکار برای ادامه تلاش و ثابت بودن.
- تفکر تاب آور که عقلانیت، خوش بینی و سازگاری را در بر می گیرد.
- روابط بین فردی که پیوندهای عاطفی سالم و حمایت ایجاد می کند.

آموزش تاب آوری ذهنی
تاب آوری ذهنی استعدادی برای  سازگاری با شرایط عدم اطمینان و تغییر است. قدرت ذهنی به افراد کمک می‌کند در بحران‌ها آرام باشند، امیدوار بمانند و آگاهانه در مورد نحوه واکنش به مشکلات، تصمیمات یا راه حال هایی را اتخاذ نمایند. 
آموزش تاب آوری ذهنی به افراد کمک می کند تا رویکردهای جدیدی را از طریق:
- شناسایی نقاط قوت شخصیت فردی
- یادگیری مهارت های حل مسئله.
- تعیین اهداف.
- بازنگری چالش ها به عنوان فرصت های رشد.
- نگاه کردن به ناملایمات به عنوان یک موقعیت موقت.
- در نظر گرفتن شرایط

آموزش تاب آوری اجتماعی
تاب آوری اجتماعی ظرفیت یک  گروه برای سازماندهی مجدد و سازگاری در شرایط مخرب است. افراد یکدیگر را می پذیرند و در روابط معنادار برای همکاری و حل مشکلاتی که گروه را تحت تأثیر قرار می دهند، به هم متصل می شوند.
آموزش تاب آوری اجتماعی شامل روش هایی برای ایجاد اعتماد، احترام، توانمندسازی و احساس جامعه در سازمان است.
روش ها ممکن است شامل موارد زیر باشد:
- تمرین ها یا فعالیت های تیم سازی
- دستورالعمل ارزش تنوع و شمول.
- اجازه دادن به تیم ها برای در دست گرفتن مالکیت پروژه ها.
- جلسات گفتگو را باز کنید که در آن افراد احساس راحتی نمایند و بتوانند نظرات خود را به اشتراک بگذارند و در مورد مسائل صحبت کنند.

آموزش تاب آوری بدنی
تاب آوری فیزیکی توانایی بدن برای برآوردن نیازهای فیزیکی و مدیریت تغییرات است. وضعیت جسمانی یک فرد می تواند با انرژی لازم برای تاب آوری بیشتر در مناطق دیگر مرتبط باشد.
آموزش تاب آوری بدنی بسته به نوع سازمان متفاوت است. این موضوع می تواند شامل تمرینات خاصی باشد که توانایی فرد را برای انجام جنبه های فیزیکی کار خود تقویت می کند.
همچنین می‌تواند برنامه‌های سلامتی باشد که کارکنان را تشویق به انتخاب سبک زندگی سالم با ترویج تغذیه مغذی، ورزش، خواب کافی یا روش‌های آرامش‌بخش می‌کند.